# Том Хикс
Томас Хикс (на английски: Tom Hicks) е американски бизнесмен. Според списание Форбс от 2008 г. притежава състояние от 1,3 милиарда долара.
Хикс е съсобственик на фирмите „Хикс“, „Мюз“, „Тейт & Фърст“. Собственик е на „Хикс Холдинг“, която притежава и управлява „Хикс Спортс Груп“ – компания, притежаваща Тексас Рейнджърс, Далас Старс, „Мескуит Чемпиъншип Родео“, както и 50% от собствеността на английския футболен клуб от Висшата лига Ливърпул. (Към 15.10.2010 Том Хикс вече не е собственик на „Ливърпул“, който е продаден на NESV).